# Yazid Kaïssi
Yazid Kaïssi, né le 16 mai 1981 à Montreuil-sous-Bois en Seine-Saint-Denis, est un footballeur marocain.

## Biographie
Formé au RC Lens, il évolue ensuite avec l'équipe réserve et est finaliste du Championnat de France des réserves professionnelles 2000-2001. Malgré un prêt à l'ES Wasquehal, il ne joue jamais avec l'équipe première. 
Il quitte donc le club en octobre 2004 et joue une saison au Paniónios GSS (Grèce), ne disputant que peu de matchs. Après ce passage en Grèce, il joue une saison au BK Häcken en Suède, mais ne s'y impose pas. Il s'en va alors au Qatar à l'Umm Salal SC où là-bas, il se fait remarquer lors de la saison 2007-2008 où il marque 4 buts en 4 matchs. Après des passages à l'Al-Karamah SC et à l'Al Nasr Dubaï, il s'engage en faveur du Wydad de Fès (Maroc) lors de l'été 2011. Pour la saison 2012-2013 il s'engage pour 1 an avec le Stade marocain.

## Référence
1. ↑  Frédéric Hamelin & Hugo Lebrun, « Finales jeunes : les sentiers de la gloire », Onze Mondial, no 150,‎ juillet 2001, p. 23 (ISSN 0995-6921)